# Trompetilla de oído

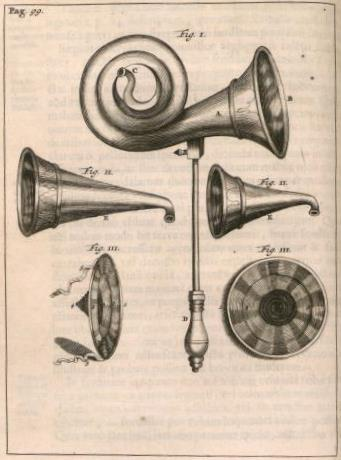
Dibujo del de varias trompetillas de oído.

Una trompetilla de oído, también llamada corneta o trompetilla acústica, es un dispositivo tubular o en forma de embudo que recoge las ondas sonoras y las conduce al oído. Se utilizaron como precursores de los audífonos actuales, permitiendo un fortalecimiento del impacto de la energía sonora en el tímpano y, por lo tanto, mejoró la audición para las personas sordas o con problemas de audición. Las trompetillas estaban hechas de chapa, plata, madera, conchas de caracol o cuernos de animales. Cabe aclarar que una trompetilla acústica no "amplifica" el sonido, sino que toma la potencia recibida en un área grande y la concentra en un área más pequeña. El sonido recibido es más fuerte, pero no se ha creado energía en el proceso.

## Historia
El uso de trompetillas acústicas se remonta al siglo XVII. La primera descripción de una trompetilla la dio el sacerdote jesuita y matemático francés Jean Leurechon en su obra Recreations mathématiques (1634). El polímata Atanasio Kircher también describió un dispositivo similar en 1650.
A fines del siglo XVIII su uso se estaba volviendo cada vez más común. Las trompetillas de oído cónicas plegables fueron fabricadas por fabricantes de instrumentos de forma única para clientes específicos. Los modelos más conocidos de la época incluyeron la trompetilla Townsend (ideada por el educador auditivo John Townshend), la trompetilla Reynolds (construida especialmente para el pintor Joshua Reynolds) y la trompetilla Daubeney.

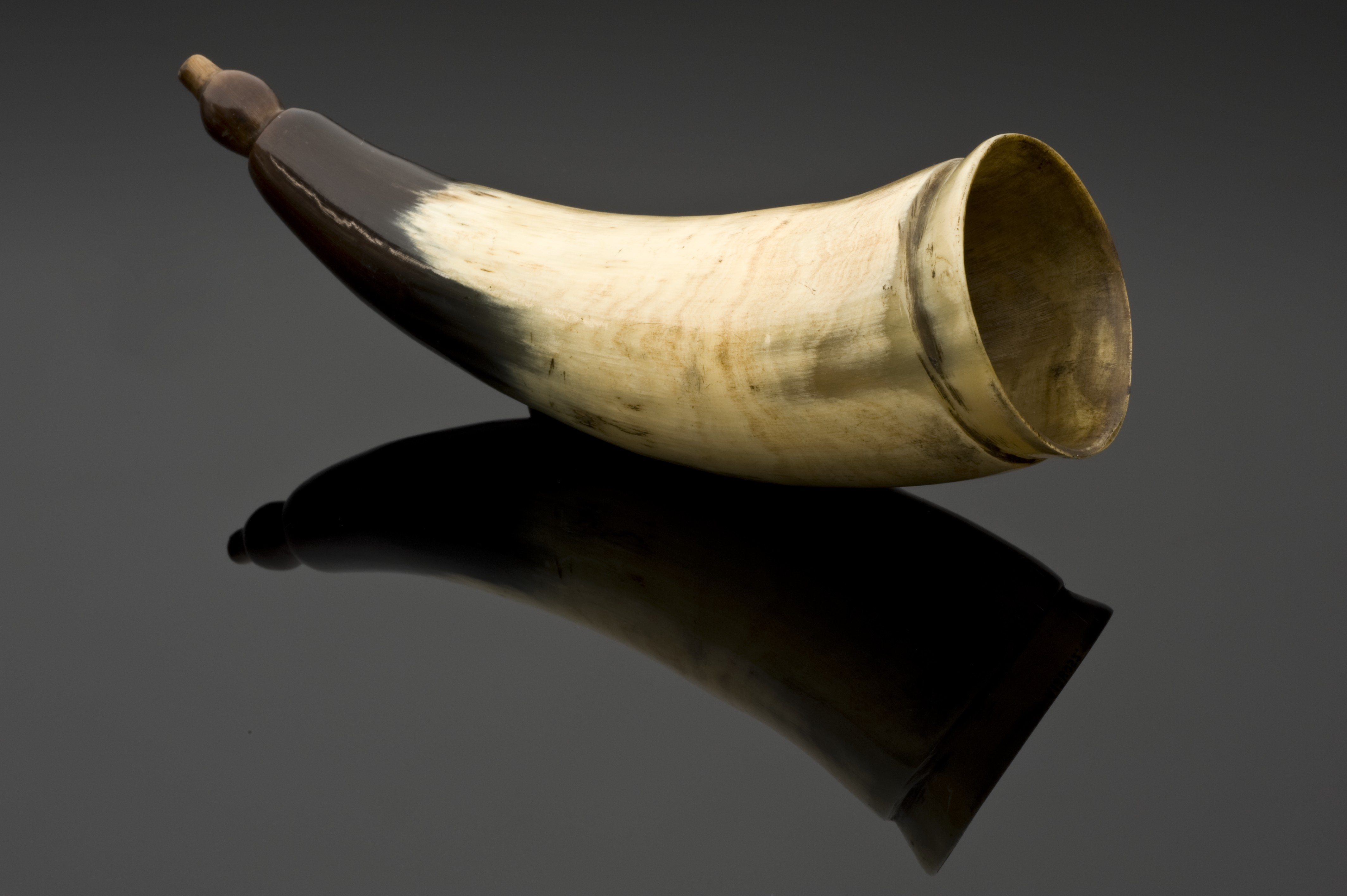
Corneta acústica hecha a partir del cuerno de un animal.

La primera empresa en comenzar la producción comercial de trompetillas fue establecida por Frederick C. Rein en Londres en 1800. Además de producir cornetas acústicas, Rein también vendió ventiladores auditivos y tubos acústicos. Estos instrumentos ayudaron a concentrar la energía del sonido, sin dejar de ser portátiles. Sin embargo, estos dispositivos generalmente eran voluminosos y tenían que ser sostenidos físicamente desde abajo. Más tarde, se utilizaron trompetas y conos más pequeños y portátiles como audífonos.
Rein recibió el encargo de diseñar una silla acústica especial para el rey Juan VI de Portugal en 1819. El trono fue diseñado con brazos ornamentados y tallados que parecían las bocas abiertas de los leones. Estos agujeros actuaban como el área de recepción de la acústica, que se transmitió a la parte posterior del trono a través de un tubo parlante y de ahí al oído del rey. Finalmente, a finales de 1800, la bocina acústica, que era un tubo que tenía dos extremos, un cono que capturaba el sonido y finalmente se hizo para caber en el oído.

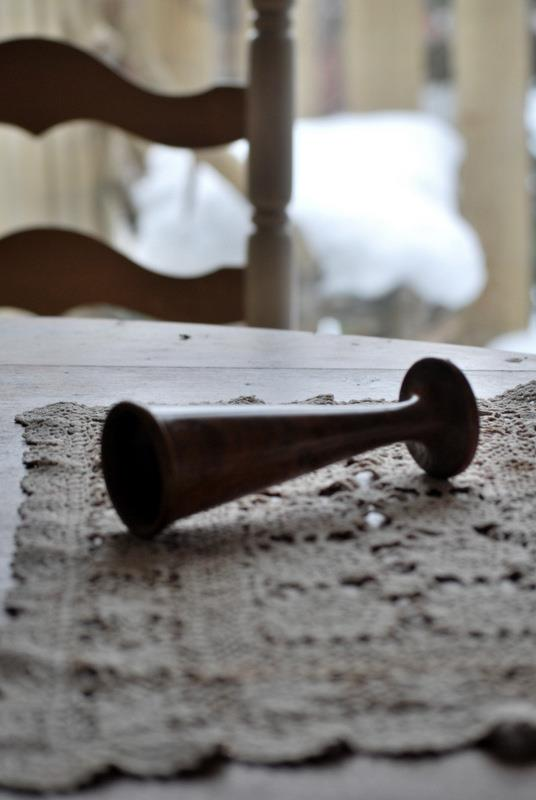
Estetoscopio de Pinard de madera.

Johann Nepomuk Mälzel comenzó a fabricar trompetillas de oído en la década de 1810. En particular, produjo trompetas para Ludwig van Beethoven, que estaba empezando a quedarse sordo en esa época. Ahora se conservan en el Museo Beethoven de Bonn.
Hacia fines del siglo XIX, los audífonos ocultos se hicieron cada vez más populares. Rein fue pionero en muchos diseños notables, incluidas sus "cintas acústicas para la cabeza" en las que el dispositivo del audífono se ocultaba ingeniosamente dentro del cabello o el casco. Los Aurelese Phones de Rein eran bandas para la cabeza hechas de una gran variedad de formas, que incorporaban colectores de sonido cerca del oído que mejoraban la acústica. Los audífonos también estaban escondidos en sofás, ropa y accesorios; este impulso hacia una invisibilidad cada vez mayor a menudo tenía más que ver con ocultar al público la discapacidad del individuo que con ayudar al individuo a enfrentar su problema.

## Estetoscopio de Pinard
El estetoscopio de Pinard es un tipo de estetoscopio utilizado por obstetras, diseñado de manera similar a una trompetilla. Consiste en un cono de madera de unos 200 milímetros de largo. La matrona presiona el extremo ancho del cuerno contra el vientre de la mujer embarazada para monitorear los latidos del corazón. Los cuernos de Pinard se inventaron en Francia en el siglo XIX y todavía se usan en muchos lugares del mundo.